# Pecan Acres, Texas
Pecan Acres là một nơi ấn định cho điều tra dân số (CDP) thuộc quận Wise, tiểu bang Texas, Hoa Kỳ. Năm 2010, dân số của nơi này là 4099 người.

## Dân số
- Dân số năm 2000: 2289 người.
- Dân số năm 2010: 4099 người.